# Colombia, Veracruz
Colombia är en ort i Mexiko.   Den ligger i kommunen Texistepec och delstaten Veracruz, i den sydöstra delen av landet, 500 km öster om huvudstaden Mexico City. Colombia ligger 55 meter över havet och antalet invånare är 206.
Terrängen runt Colombia är platt. Runt Colombia är det ganska tätbefolkat, med 166 invånare per kvadratkilometer. Närmaste större samhälle är Acayucan, 9,7 km väster om Colombia. Omgivningarna runt Colombia är en mosaik av jordbruksmark och naturlig växtlighet.